# Ourcq (metropolitana di Parigi)
Ourcq è una stazione della metropolitana di Parigi sulla linea 5, ubicata nel XIX arrondissement di Parigi.

## La stazione
La stazione venne inaugurata nel 1947.
Alla fine degli anni ottanta è stata posta, in una nicchia, una scultura, di Thierry Grave, che rappresenta un'articolazione di un animale immaginario.

## Interconnessioni
- Bus RATP - 60
- Noctilien - N13, N41, N45